# Ceri
El ceri, de símbol Ce i nombre atòmic 58, és un dels 14 elements químics que segueixen el lantani en la taula periòdica, denominats per això lantanoides. Pertany al 6è període i, també, al conjunt de les terres rares. És un metall tou i molt dúctil, de color gris metàl·lic, semblant al ferro, que es torna rogenc en exposar-se a l'aire, ja que s'oxida molt fàcilment. És un element escàs en l'escorça terrestre (0,0046% en pes), que apareix dispers en diversos minerals. Tanmateix, el ceri és l'element més abundant entre els lantanoides. El seu òxid, l'òxid de ceri(III) s'empra en els convertidors catalítics dels vehicles amb motors de combustió, per a polir vidres, entre altres aplicacions.

## Història

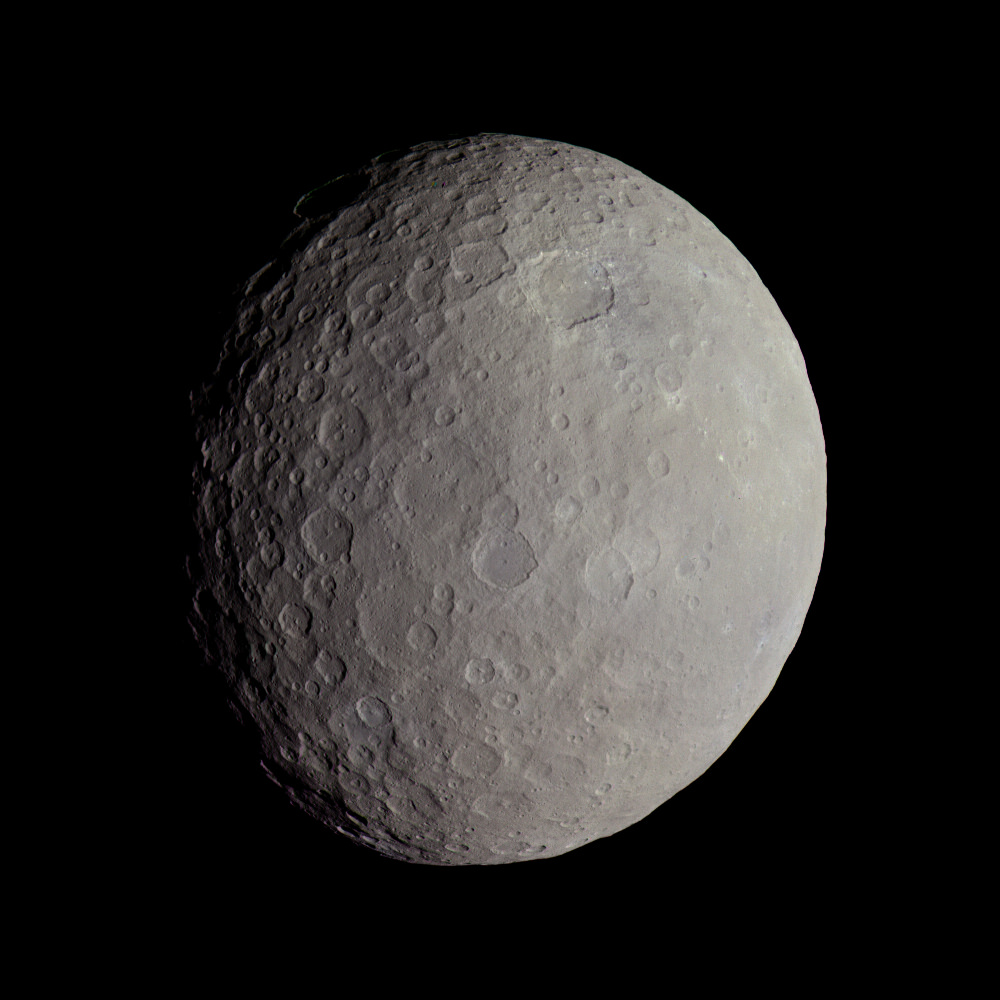
El planeta nan Ceres.

El químic suec Jöns Jacob Berzelius (1779–1848) i el geòleg suec Wilhelm von Hisinger (1766–1852) descobriren el ceri a l'hivern de 1803/4. També l'alemany Martin Heinrich Klaproth (1743–1817) el descobrí de manera independent al mateix temps. L'anomenaren ceri com el nou planeta nan que s'havia descobert el 1801, Ceres. L'astre rebé el nom de Ceres, dea romana de les plantes i l'amor maternal i patrona de Sicília, des d'on fou descobert.

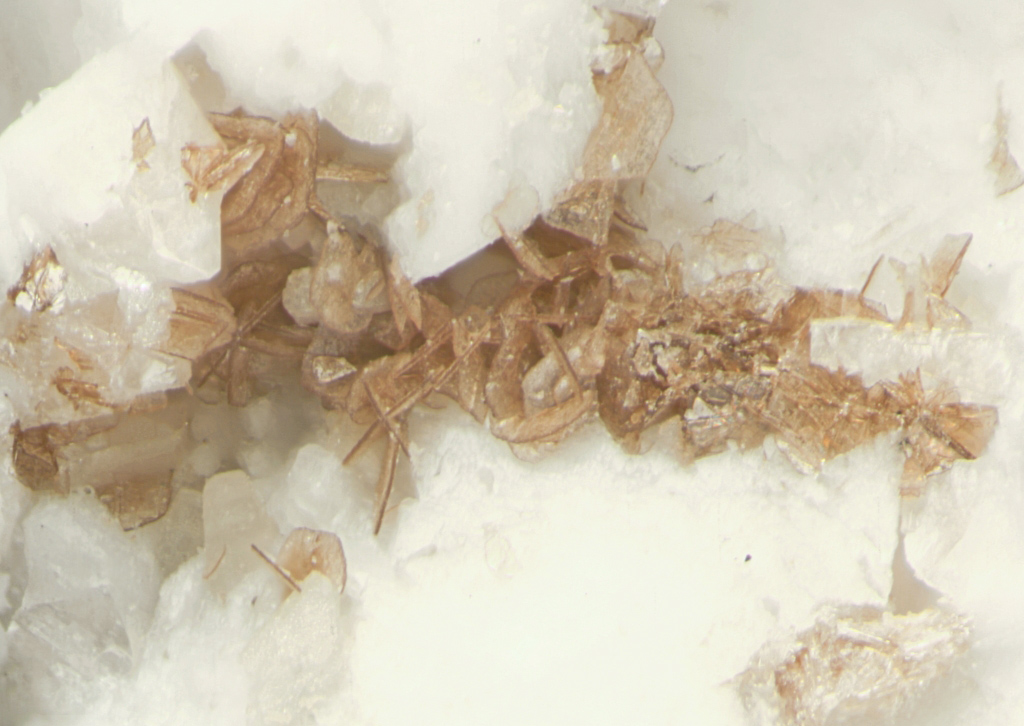
Cerita-(Ce).

Tot i que el ceri és un dels 14 elements lantanoides, es descobrí independentment d'ells. Hi ha alguns minerals que són gairebé exclusivament sals de ceri com la cerita, que és el silicat de ceri. El mineralogista i químic suec Axel Fredrik Cronstedt (1722–1765) trobà una gran quantitat d'aquest mineral el 1751 en la mina Bastnäs prop de Riddarhyttan, al comtat de Väestmanland, Suècia. El geòleg Wilhelm von Hisinger, el pare del qual era el propietari de la finca on s'havia trobat la cerita, envià mostres al químic suec Carl Wilhelm Scheele (1742–1786) per analitzar-lo pensant que podia contenir tungstè, descobert el 1783. Scheele comprovà que no en contenia, però no s'adonà que estava constituït un element nou. El 1803, Berzelius i Hisinger l'examinaren de nou i demostraren que contenia un element desconegut.
No fou fins al 1875 que els químics estatunidencs William Francis Hillebrand (1853–1925) i Thomas Norton obtingueren una mostra pura de ceri en passar un corrent elèctric a través del clorur de ceri fos.

## Estat natural

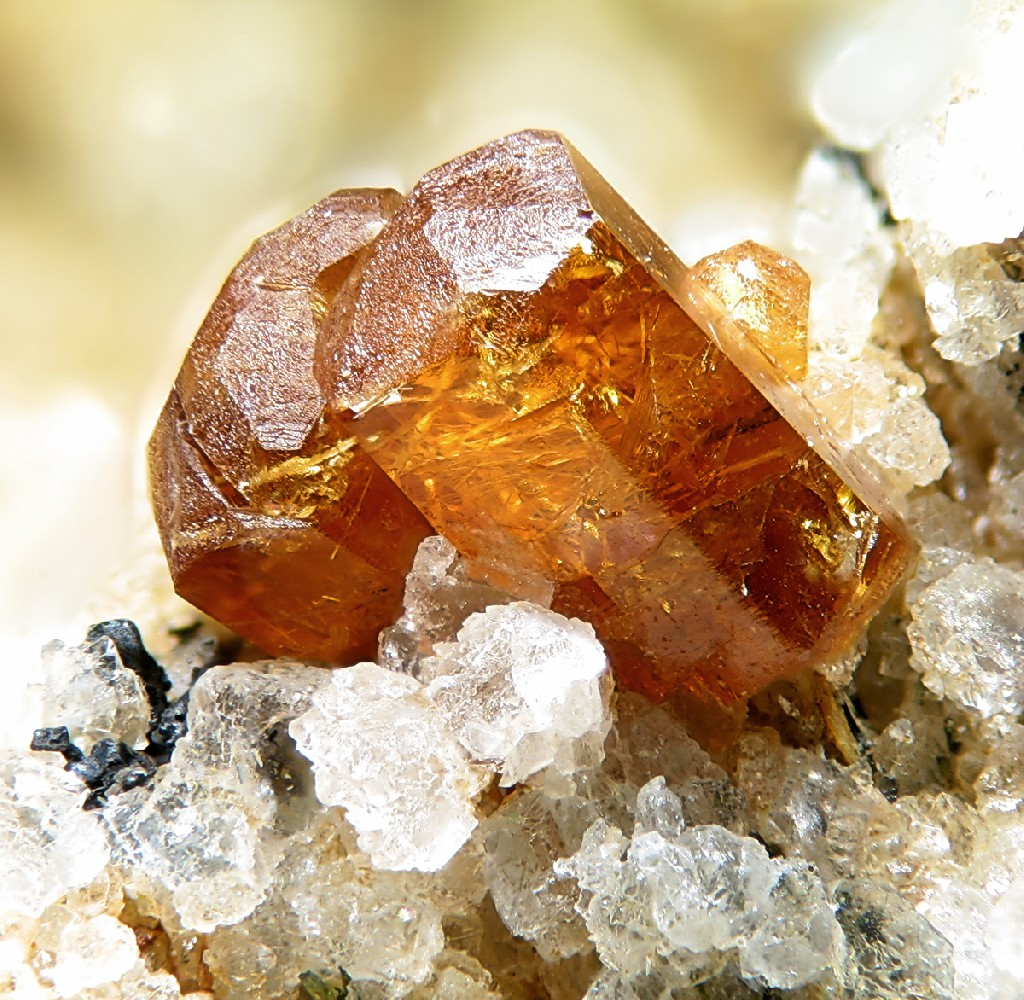
Bastnäsita-(Ce) Ce(CO3)F.

El ceri és tan abundant com el coure i gairebé tres vegades més abundant que el plom a les roques ígnies de l'escorça de la Terra. La seva concentració mitjana a l'escorça terrestre és de 68 ppm i ocupa la posició 25a quant a abundància dels elements químics.
El ceri és present en elevats percentatges en molts minerals. Els que el contenen amb més d'un 50% són: hidroxilbastnäsita-(Ce) 64,53%, fluocerita-(Ce) 64,02%, bastnäsita-(Ce) 63,94%, cerita-(Ce) 62,63%, IMA2008-035 60,34%, IMA2009-013 56,41%, cerianita-(Ce) 53,86%, sahamalita-(Ce) 50,72% i gasparita-(Ce) 50,21%.

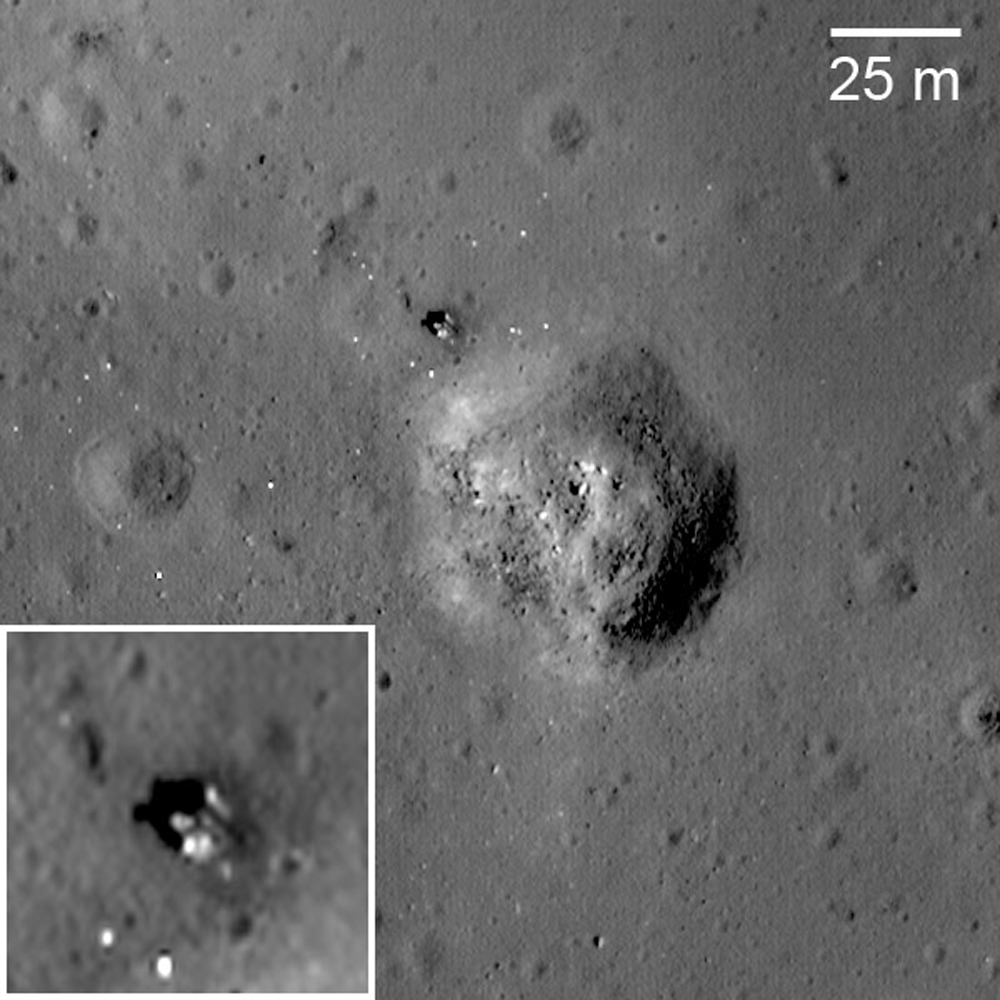
La Luna 24 aterrà a la vora nord-oest del cràter Lev de 64 m de diàmetre, a les planes volcàniques de Mare Crisium.

L'òxid de ceri(III) es produeix escalfant els minerals del grup de la bastnäsita i tractament amb àcid clorhídric. Se'n produeixen més de 23.000 tones anuals en tot el món. Els principals productors de ceri són els productors de terres rares. Els cinc primers el 2021 foren la Xina, els Estats Units, Myanmar, Austràlia i Tailàndia.
El ceri metàl·lic es pot obtenir escalfant fluorur de ceri(III) amb calci o per l'electròlisi de l'òxid de ceri(III) fos:
{\displaystyle {\ce {2CeF3 + 3Ca -> 2Ce + 3CaF2}}}
El ceri natiu no és gens habitual, no sent aprovat com a espècie vàlida per l'Associació Mineralògica Internacional fins a l'any 2000, gràcies a unes mostres recollides per la Unió Soviètica al lloc d'aterratge del Luna 24, al Mare Crisium (Lluna).

## Propietats

### Propietats físiques
És un metall tou i molt dúctil, de color gris metàl·lic, semblant al ferro, de densitat 6,770 g/cm³, punt de fusió 795 °C i punt d'ebullició 3.443 °C. El ceri té el tercer major interval en estat líquid entre els elements químics: 2.648 °C, només el neptuni i el tori tenen intervals d'estat líquid més grans.
La configuració electrònica del ceri és [Xe]4f26s2. L'energia del nivell 4f interior és gairebé la mateixa que la dels electrons externs o de valència, per la qual cosa és suficient una petita aportació d'energia perquè hi hagi traspàs d'electrons i tengui diferents estats d'oxidació (+2, +3, +4).
Existeix en quatre formes al·lotròpiques. La fase α és cúbica centrada en les cares estable a 77 K (−196 °C). La fase β es forma just per sota de la temperatura ambient i és empaquetament doble hexagonal. La fase γ és la forma a temperatura ambient i és una estructura cúbica centrada en les cares. La fase δ és cúbica centrada en el cos a 757 °C.
El metall presenta un paramagnetisme moderadament fort tant per sota com per sobre de la temperatura ambient i es converteix en antiferromagnètic per sota de 13 K (−260 °C). Es torna superconductor a temperatures properes als 0 K (varis mil·likelvins) a pressions superiors a 20 kbar.

### Propietats químiques

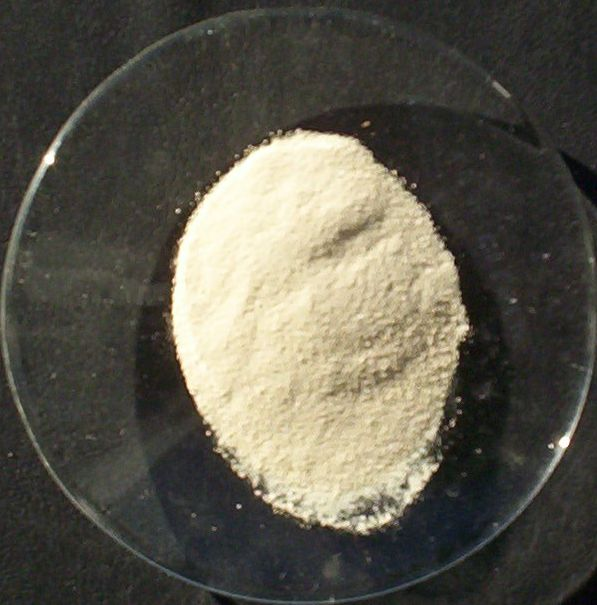
Òxid de ceri(IV) CeO2.

El ceri s'oxida lentament exposat a l'aire i es crema fàcilment per formar l'òxid de ceri(IV):
{\displaystyle {\ce {Ce + 2O2 -> CeO2}}}El ceri és força electropositiu, la seva electronegativitat a l'escala de Pauling és d'1,12, i actua majoritàriament com a trivalent. Reacciona lentament amb aigua freda i força ràpidament amb aigua calenta per formar hidròxid de ceri(III):
{\displaystyle {\ce {2 Ce(s) + 6 H2O(l) -> 2 Ce(OH)3(aq) + 3 H2(g)}}}

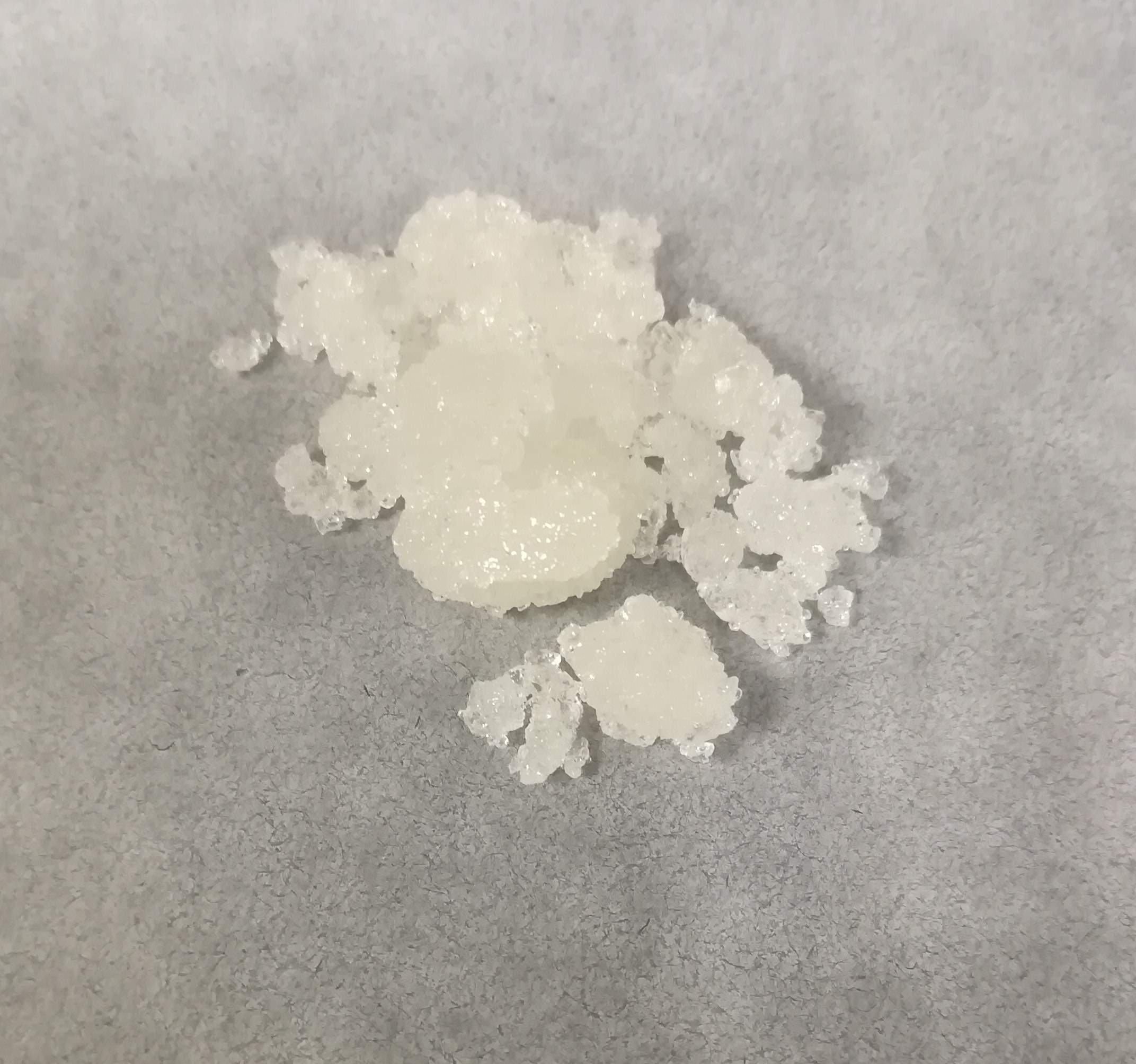
Clorur de ceri(III)—aigua(1/7) CeCl3*7H2O.

Amb tots els halògens el ceri reacciona donant els corresponents halogenurs de ceri(3+):{\displaystyle {\ce {2 Ce (s) + 3 F2 (g) -> 2 CeF3 (s) [blanc]}}}{\displaystyle {\ce {2 Ce (s) + 3 Cl2 (g) -> 2 CeCl3 (s) [blanc]}}}{\displaystyle {\ce {2 Ce (s) + 3 Br2 (g) -> 2 CeBr3 (s) [blanc]}}}{\displaystyle {\ce {2 Ce (s) + 3 I2 (g) -> 2 CeI3 (s) [groc]}}}
El ceri es dissol fàcilment en àcid sulfúric diluït per formar solucions que contenen els ions ceri(3+), que existeixen com a complexos {\displaystyle {\ce {[Ce(OH2)9]^3+}}}.
Altres composts de ceri(3+) són: l'acetat de ceri(III)—aigua(1/1,5) {\displaystyle {\ce {Ce(C2H3O2)3*1,5H2O}}}, el nitrat de ceri(III)—aigua(1/6) {\displaystyle {\ce {Ce(NO3)3*6H2O}}}, el carbonat de ceri(III)—aigua(1/5) {\displaystyle {\ce {Ce2(CO3)3*5H2O}}}, l'oxalat de ceri(III)aigua(1/9) {\displaystyle {\ce {Ce2(C2O4)3*9H2O}}}, l'òxid de ceri(III) {\displaystyle {\ce {Ce2O3}}}, el selenat de ceri(III) {\displaystyle {\ce {Ce2(SO3)3}}}, el sulfur de ceri(III) {\displaystyle {\ce {Ce2S3}}}, l'hidrur de ceri(III) {\displaystyle {\ce {CeH3}}}, l'hexaborur de ceri {\displaystyle {\ce {CeB6}}}, el nitrur de ceri {\displaystyle {\ce {CeN}}} o el silicur de ceri {\displaystyle {\ce {CeSi2}}}.

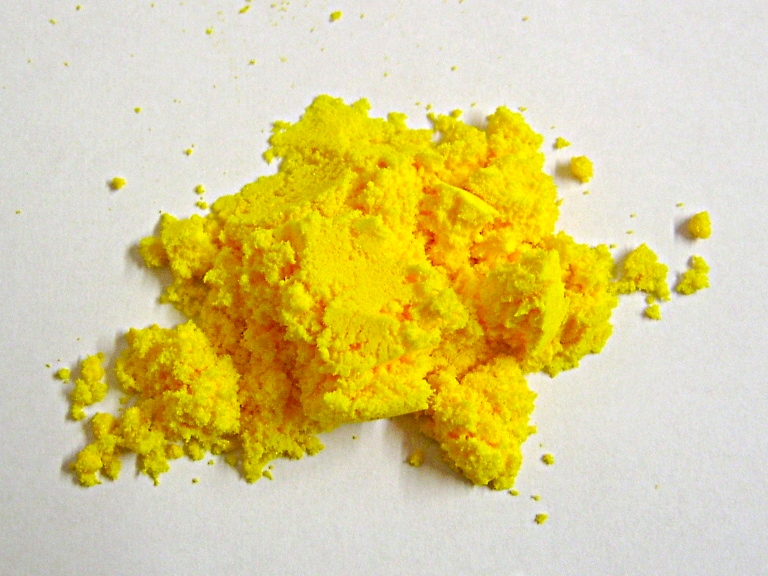
Sulfat de ceri(IV)—aigua(1/4) Ce(SO4)2*4H2O.

La majoria de composts del ceri són composts de ceri(3+), però també n'hi ha uns pocs de ceri(2+) com l'hidrur de ceri(II) {\displaystyle {\ce {CeH2}}}, el iodur de ceri(II) {\displaystyle {\ce {CeI2}}} i el sulfur de ceri(II) {\displaystyle {\ce {CeS}}}; i també de ceri(4+): fluorur de ceri(IV) {\displaystyle {\ce {CeF4}}}, hidròxid de ceri(IV) {\displaystyle {\ce {Ce(OH)4}}} i el sulfat de ceri(IV)—aigua(1/4) {\displaystyle {\ce {Ce(SO4)2*4H2O}}}, així com l'òxid de ceri(IV) ja esmentat.
El ceri, el praseodimi i el terbi són els únics lantanoides, que formen composts en què el seu estat d'oxidació és de +4; i és l'únic que presenta aquest estat d'oxidació en dissolució.

## Isòtops
A la natura hom troba quatre isòtops: l'estable ceri 140 (88,48%) i els radioactius ceri 142 (11,08%), ceri 138 (0,25%) i ceri 136 (0,19%). Exclosos els isòmers nuclears, hom ha caracteritzat un total de 38 isòtops radioactius de ceri. Van en nombre màssic des de 119 a 157 amb períodes de semidesintegració des d'1,02 segons pel ceri 151 i fins a 5 × 1016 anys pel ceri 142. Aquest s'empra com a marcador biològic. És un emissor de partícules α segons la reacció:
{\displaystyle {\ce {^142_58Ce -> ^138_56Ba + ^4_2He}}}

## Aplicacions

### Indústria de l'automòbil

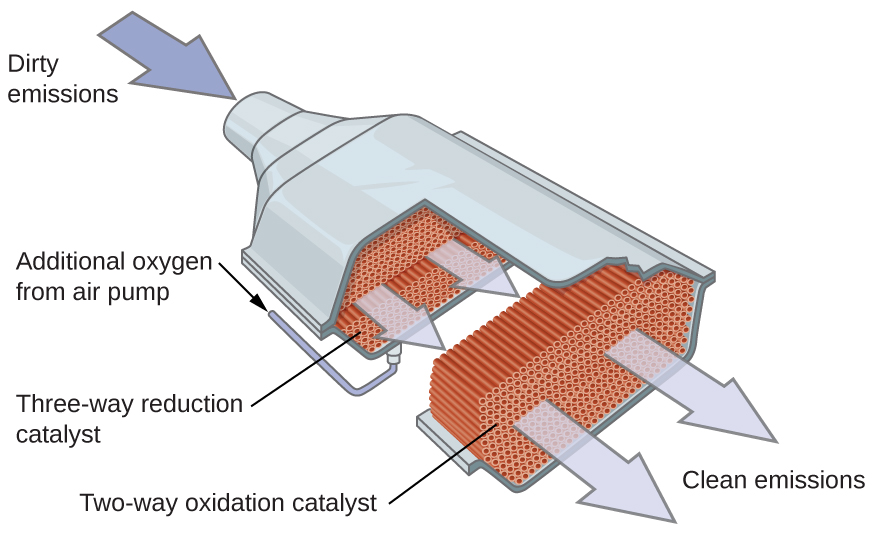
Esquema d'un convertidor catalític d'un cotxe.

L'òxid de ceri(IV) {\displaystyle {\ce {CeO2}}} forma part del suport ceràmic dels convertidors catalítics que transformen les emissions del monòxid de carboni, tòxic, dels gasos d'escapament dels vehicles amb motor de combustió, en diòxid de carboni {\displaystyle {\ce {CO2}}} i redueixen la contaminació ambiental. La reacció és:
{\displaystyle {\ce {2CeO2 + CO -> Ce2O3 + CO2}}}
L'oxigen que no s'ha consumit regenera l'òxid de ceri(IV) oxidant l'òxid de ceri(III) {\displaystyle {\ce {Ce2O3}}} que s'ha format:
{\displaystyle {\ce {2Ce2O3 + O2 -> 4CeO2}}}
L'òxid de ceri(IV), afegit al gasoil, permet al combustible cremar-se d'una forma més neta en els motors diesel i amb un grau més baix de contaminació i incrementant l'eficàcia.

### Indústria del vidre i la ceràmica
L'òxid de ceri(IV), combinat amb l'òxid d'estany, és utilitzat en la fabricació de vidres per a automòbils i de panells solars per a absorbir les radiacions ultraviolades. També serveix per a polir la superfície del vidre frontal dels vehicles, de les pantalles de cristall líquid (LCD) i de plasma, i dels càtodes dels tubs de raigs X. També serveix per a polir pedres precioses i lents.

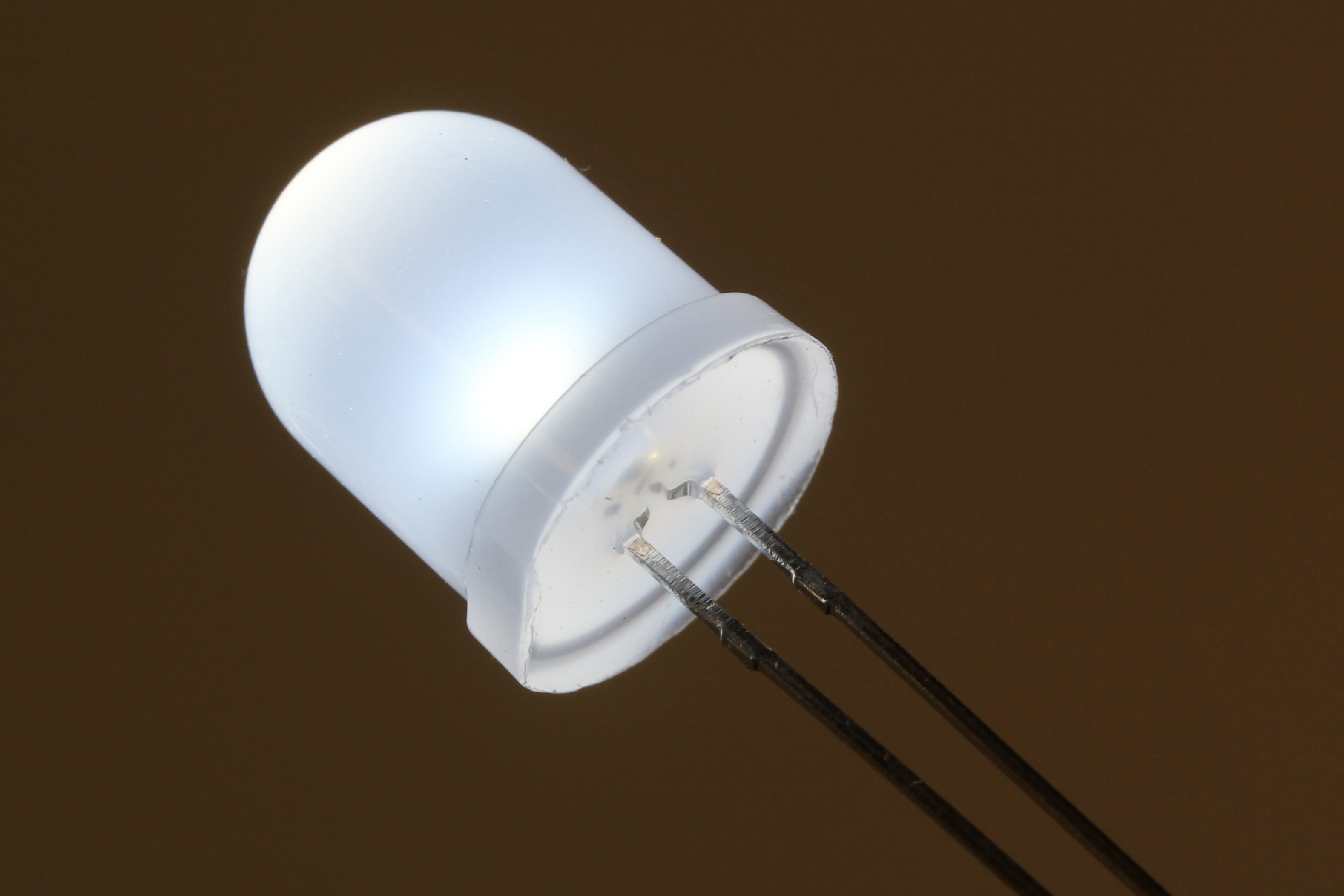
LED blanc.

El ceri s'empra com a colorant, ja que la combinació de ceri amb titani aporta un color groc daurat al vidre. I també es fa servir en la fabricació de pròtesis dentals.

### Indústria electrònica
Combinat amb l'itri, el ceri s'usa en la fabricació de làmpades LED de llum blanca. La majoria dels fosforòfors són sistemes de dos components, que consisteixen en una matriu de cristalls hoste que conté centres iònics luminescents. Un dels primers fosforòfors utilitzats per fabricar LED blancs fou el granat d'itri d'alumini dopat amb ceri (Ce:YAG). Els cations ceri(3+) que permeten la producció de LED blancs freds es dopen en un cristall hoste format a partir d'un òxid mixt d'alumini i itri.

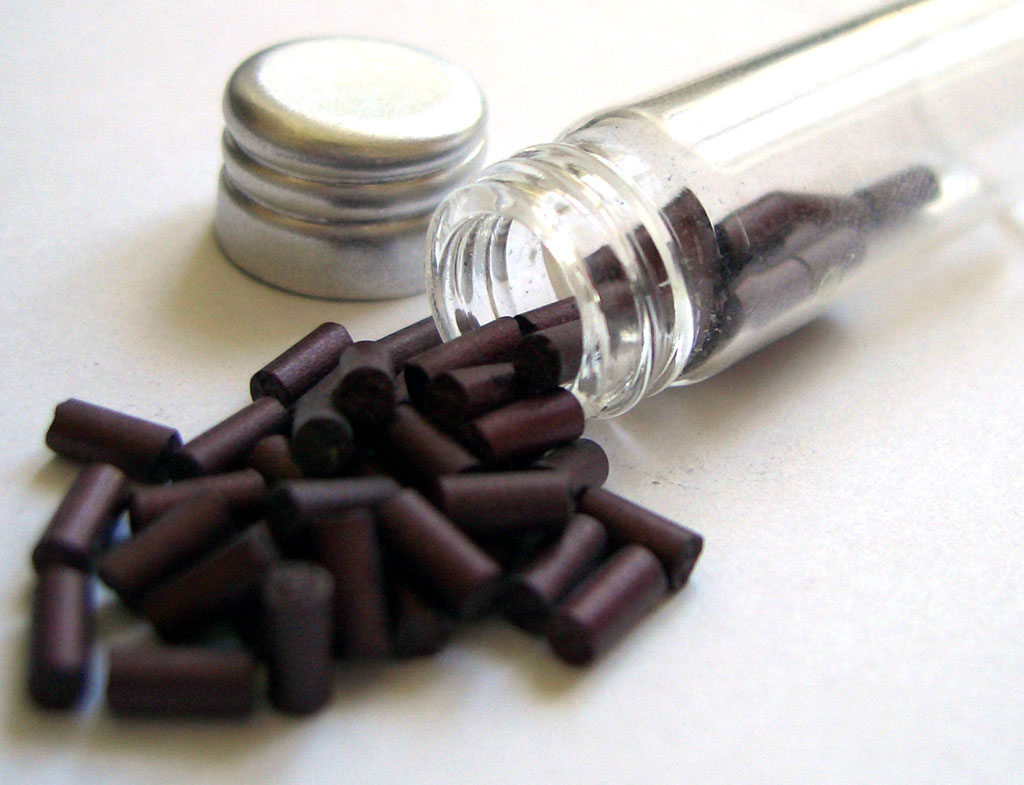
Pedres d'encenedor de ferroceri.

### Altres camps
El ferroceri, un material de ferro, ceri, lantani, neodimi, ceri i magnesi, es fa servir per a fabricar pedres d'encenedor, ja que en rascar-lo espurneja.
Les sals de ceri(4+) són agents oxidants potents però estables. El sulfat de ceri(IV) {\displaystyle {\ce {Ce(SO4)2}}} es fa servir en química analítica en la tècnica anomenada cerimetria, que és un procediment volumètric d’anàlisi de substàncies reductores basat en l’ús d’una solució patró d’una sal de ceri quadrivalent com a agent valorant oxidant. Amb el ferro(2+) la reacció iònica és:{\displaystyle {\ce {Fe^2+ + Ce^4+ -> Fe^3+ + Ce^3+}}}